# Anna Maria Pancani
Anna Maria Pancani (Roma, 27 ottobre 1935 – Roma, 15 aprile 1993) è stata un'attrice italiana.

## Biografia
Dopo alcuni provini, fu scelta per una parte nel film Operazione notte di Giuseppe Bennati.
Partecipò ad altri tre film per poi chiudere dopo aver sposato l'industriale cinematografico Giovanni Amati; ne nacque Giovanna Amati, una delle poche pilotesse automobilistiche italiane.

## Filmografia

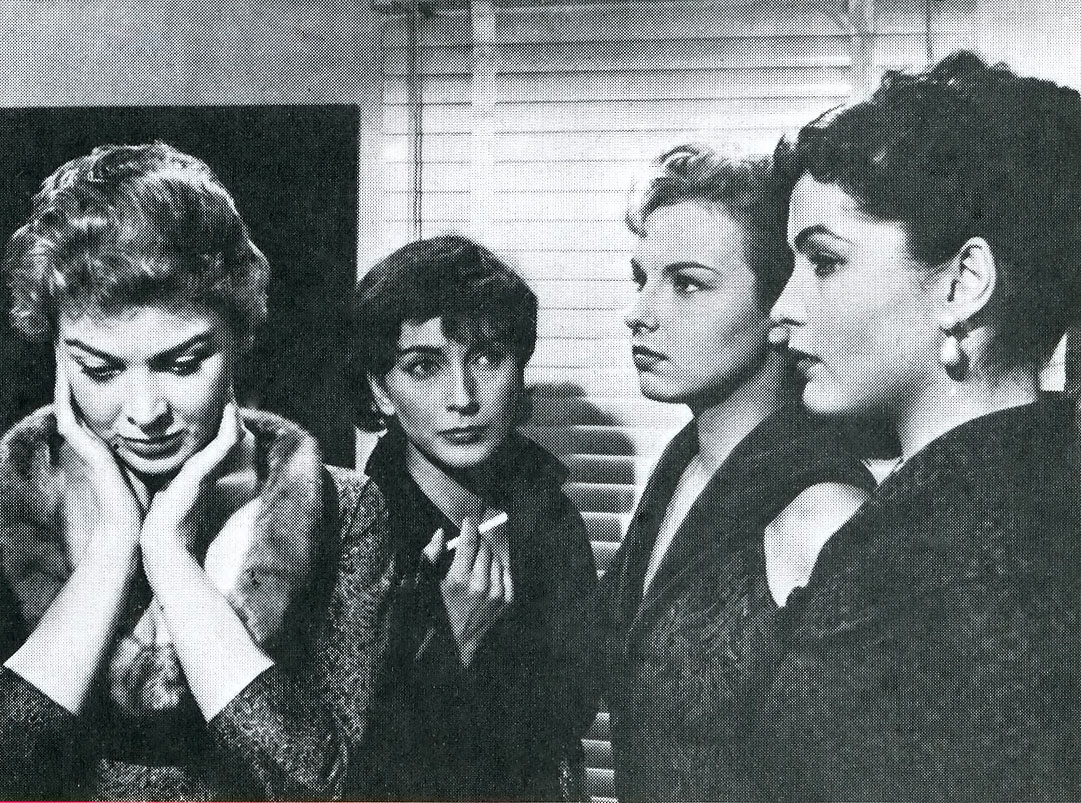
Da sinistra: Eleonora Rossi Drago, Valentina Cortese, Anna Maria Pancani e Yvonne Furneaux nel film italiano Le amiche (1955) di Michelangelo Antonioni.

- Operazione notte, regia di Giuseppe Bennati (1955)
- Le amiche, regia di Michelangelo Antonioni (1955)
- Piccola posta, regia di Steno (1955)
- Lo scapolo, regia di Antonio Pietrangeli (1956)